# Matthews, North Carolina
Matthews är en ort i Mecklenburg County i delstaten North Carolina, USA.